# Gianni Schicchi (film)
Gianni Schicchi è un film del 2021 diretto da Damiano Michieletto e tratto dall'omonima opera comica di Giacomo Puccini su libretto di Giovacchino Forzano (a sua volta ispirato al canto XXX dell'Inferno di Dante).

## Trama
I primi dieci minuti della pellicola sono occupati da un'aggiunta rispetto al testo originale: un monologo dal punto di vista del Donati nel quale egli, rompendo la quarta parete, racconta la sua passione per l'arte e spiega perché ha un pessimo rapporto con i propri parenti. Gli ultimi due minuti invece vedono il Donati esporre le proprie considerazioni sulla vicenda.

## Produzione
Le riprese, partite il 29 maggio 2021 e terminate il 25 giugno seguente, hanno avuto luogo in Toscana, in provincia di Siena, nei comuni di Pienza, Montalcino e Trequanda, nelle location di:
- Villa Belvedere
- Dimora Storica di Lucignanello Bandini
- Monastero di Sant'Anna in Camprena - Agriturismo
- Palazzo Borgia - Museo Diocesano
- Palazzo Comunale di Pienza

Il canto è stato registrato in presa diretta.

## Distribuzione
Il film è stato presentato fuori concorso al 39º Torino Film Festival nella sezione Tracce di Teatro / Il respiro della scena.
È stato trasmesso in prima visione su Rai 1 lunedì 27 dicembre 2021 in seconda serata, alle 23:50, ottenendo un indice di ascolto di 671 000 telespettatori pari al 6% di share.

## Accoglienza
(Marzia Gandolfi, MYmovies.it, 10 novembre 2021)
(Antonio Capocasale, Teatro e Critica, 29 dicembre 2021)